# 布布尼夫希納
50°24′12″N 32°16′44″E / 50.40333°N 32.27889°E
布布尼夫希納（烏克蘭語：Бубнівщина）是位於烏克蘭北部切爾尼希夫州裏普里盧基區的村莊，始建於1694年，面積2.22平方公里，海拔高度124米，2001年人口311，人口密度每平方公里140.15人。